# Léon Humblot
Léon Joseph Henry Humblot (* 3. Juni 1852 Nancy, Frankreich; † 20. März 1914, Mitsamiouli, Grande Comore) war ein französischer Botaniker und Naturwissenschaftler. Er wurde Résident von Grande Comore und wurde auch als «Sultan blanc» (Weißer Sultan) bezeichnet.

## Leben
Léon Humblot war der Sohn eines Gärtners vom Place d'Alliance in Nancy. Er arbeitete zusammen mit seinem großen Bruder Eugène Humblot im familieneigenen Betrieb.
Zur Zeit der Präsidentschaft von Patrice de Mac-Mahon wechselte Humblot ans Musée d'Histoire Naturelle de Paris (Naturhistorisches Museum). Der Direktor des Museums, Edmond Frémy, wollte unbedingt die Archive des Museums auffüllen. Daher beauftragte er 1878 Humblot mit einer Mission zur botanischen Forschung in Madagaskar. Dort sammelte er unter anderem seltene Orchideen. 1880 kehrte er nach Frankreich zurück mit umfangreichen Sammlungen für das Museum.
1881 heiratete er Gabrielle Virginie Legros, die Tochter von Charles Gabriel Legros, des Notars von Épinay-sur-Orge und Bürgermeister des Ortes, und von Jenny Marie Levassor. Aufgrund seines Erfolgs bei der Expedition nach Madagaskar wurde Humblot mit einer Studienreise nach den Komoren und an die Ostküste Afrikas beauftragt. Er erhielt 1883 die Beauftragung von Jules Méline, dem damaligen Landwirtschaftsminister. Er langte  Anfang 1884 in Mayotte an und fuhr am 5. September 1884 an Bord des Schiffes „Le Prophète“ weiter nach Grande Comore (Ngazidja).
Im folgenden Jahr unterzeichnete er einen Vertrag mit dem Sultan von Bambao, Said Ali bin Said Omar, in dem er alle Ländereien, die ihm belieben dem Französischen Staat unterstellen konnte und Arbeiter nach seinem Gutdünken einsetzen durfte, bei einer Gewinnbeteiligung von 10 %. Dies war der Anfang einer systematischen Unterwerfung der Inseln, die bis dahin zersplittert war durch die Rivalitäten der kleinen lokalen Sultanate (Bambao, Itsandra, Badjini etc.). 1886 oktroyierte die französische Regierung in Grande Comore die Traités de Protectorat (Protektoratsverträge), in denen seine Rechte auf die Belange der Komoren anerkannt wurden.
1889 gründete er eine Compagnie Coloniale, welche schnell auf allen Inseln des Archipels Fuß fasste und ein ganzes Netzwerk von landwirtschaftlichen Betrieben (exploitations agricoles: Kokosplantagen, Parfum-Pflanzen-Plantagen) und zugehörigen Produktions- und Handelsbetrieben entwickelte, sowie die gesamte Ökonomie der Komoren kontrollierte: das „Système Humblot“, das durch die Beschaffenheit des Territoriums und die Passivität der Administration begünstigt wurde, bildete die Perfektion und zugleich eine Karikatur des Kolonialismus.
Von da an erhielt er als lokaler Potentat den Titel «Sultan Blanc» und erhielt am 17. November 1889 auch noch den Titel des Résident mit allen Privilegien eines Sultans.
Allerdings verlor er diesen Titel am 5. Juni 1896 wieder, als ein karrierebewusster Beamter von der französischen Regierung nach den Komoren entsandt wurde.
Am Ende seines Lebens Humblot nahm sein Wirkungskreis immer mehr ab und er zog es vor in seinem Heim in Nyumbadju zu bleiben. Am 20. März 1914 starb er plötzlich an einer Embolie im Alter von 61 Jahren; er ist in Karthala begraben. Er hatte viele Nachkommen und einige seiner Nachfahren leben noch immer in Mitsamiouli im Norden von Grande Comore.

## Benennungen
Eine Reiherart in Madagaskar (Héron de Humblot Ardea humbloti) und ein Fliegenschnäpper des Vulkans Karthala (Humblotia flavirostris) wurden nach Humblot benannt.